# Kőbánya-Kispest
Kőbánya Kispest – stacja będąca południowym zakończeniem niebieskiej linii budapeszteńskiego metra. Na powierzchni – w sąsiedztwie stacji – znajduje się pętla komunikacji naziemnej. Można stąd dostać się – autobusem linii 200E – na lotnisko Budapest Liszt Ferenc.